# Notation de Kröger et Vink
 (mars 2025).
La notation de Kröger et Vink sert à représenter les espèces chimiques dans un cristal et notamment les défauts ponctuels.
En effet, outre la nature chimique de l'espèce et sa charge, il faut aussi prendre en compte son emplacement dans le cristal et, s'il remplace une autre espèce, la charge de l'espèce remplacée.

## Notation
De manière générale, les espèces sont notées sous la forme APc, où :
- « A » désigne la nature chimique de l'espèce, c'est-à-dire le symbole de l'élément pour un atome ou un ion, ou bien « V » pour une lacune (void, atome absent), « e » pour un électron libre et « h » pour un trou d'électron (hole), c'est-à-dire un déficit électronique en un point du cristal ;
- « P » est la position qu'occupe l'espèce dans le cristal ; c'est soit le nom de l'atome du cristal qu'elle remplace, soit « i » si elle est en position interstitielle ;
- « c » est la charge relative de l'espèce, c'est-à-dire la différence entre la charge réelle de l'espèce considérée et la charge de l'espèce P qu'elle remplace, un site interstitiel ayant une charge nulle ; pour faire la distinction avec les charges réelles, on note les charges relatives négatives par des apostrophes « ′ » et les charges relatives positives par des points « • », une charge relative nulle est parfois notée « × ».

## Exemples
Dans le sel AgCl (Ag+Cl−) :

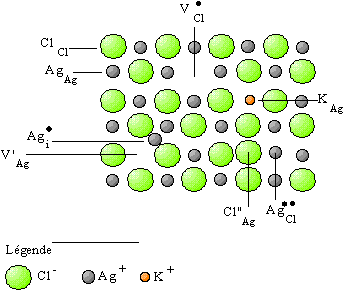
Notation de Kröger et Vink des défauts ponctuels dans un sel de chlorure d'argent.

- l'ion chlore en position normale se note ClCl (ou ClCl×) ;
- l'ion argent en position normale se note AgAg (ou AgAg×) ;
- les mêmes espèces en position interstitielle se notent Cli′ et Agi• ;
- une lacune de chlore se note VCl• et une lacune d'argent VAg′ ;
- un ion K+ remplaçant un ion Ag+ (substitution) se note KAg ou KAg× ;
- un ion Cl− remplaçant un ion Ag+ (défaut d'antisite, très improbable) s'écrit ClAg′′ ou ClAg2′ ;
- un électron libre se note e′i (s'il est capturé par une lacune ou un ion, il est alors intégré à la charge relative de l'espèce) ;
- un trou d'électron se note hi• (s'il est capturé par une lacune ou un ion, il est alors intégré à la charge relative de l'espèce).

On peut écrire des équations de réaction entre les différentes espèces. Par exemple, la formation d'une paire ion interstitiel/lacune (l'ion sort de sa place et laisse une place vide) :
ClCl → Cli′ + VCl•
ou bien la capture d'un électron libre par une lacune :
VCl• + ei′ → VCl×